# 정광태
정광태(鄭光泰, 1955년 3월 23일 ~ )는 대한민국의 희극 배우, 가수이다. 독도는 우리 땅이라는 노래를 부른 가수로 널리 알려져 있다.
1996년, 그는 방송 인터뷰 도중 일본에 가려고 했을 때 입국 비자를 거부당했고, 한때 미국에 영주권을 가지고 있었지만 1999년에 그것을 포기하고 그의 영구 거주지를 "독도"로 옮겼다.

## 학력
- 서라벌고등학교
- 명지대학교 무역학과

## 데뷔와 주요 활동
1974년, 연극배우로 처음 데뷔하였고 이듬해인 1975년에는 뮤지컬 배우로 데뷔하였으며 6년 후인 1981년 KBS 프로그램 《젊음의 행진》에서 KBS 특채 코미디언으로 정식 데뷔하였다.

### 주요 앨범
- 1974년 :  한심이의 독백 (비음악 코미디 앨범)
- 1974년 :  개구 한심이 (비음악 코미디 앨범)
- 1982년 : 웃기는노래와웃기지않는노래 (옴니버스 앨범)
- 1983년 : 도요새의 비밀
- 1985년 : 김치주제가 앨범
- 2001년 : 아름다운 독도

### 방송
- 2020년 : 생방송 행복드림 로또 6/45 게스트 934회

### 주요 대표곡
- 독도는 우리 땅 (박문영 작곡·작사)
- 도요새의 비밀 (박문영 작곡·작사)
- 짜라빠빠 (박문영 작곡·작사)
- 김치주제가 (박문영 작곡·작사)
- 힘내라 힘 (박문영 작곡·작사)

## 경력
- 2010년 : 국제대학 연예매니지먼트과 초빙교수
- 2009년 : 전남 보성군 홍보대사
- 2008년 : 한국연예제작자협회 부회장
- 2007년 : 한국연예제작자협회 이사

## 수상
- 2005년 : 대한민국 화관문화훈장
- 1984년 : KBS 가사대상 동상
- 1983년 : 울릉군 감사패, KBS 가요대상 남자신인가수상